# Hill (Gloucestershire)
Pour les articles homonymes, voir Hill.
Hill est une paroisse civile et un village du Gloucestershire, en Angleterre.